# Кулкам
Кулкам (Казмаляр, Новый Дейбук) — село в Каякентском районе Республики Дагестан. Входит в состав муниципального образования сельское поселение «Каякентский сельсовет».

## Географическое положение
Село расположено в 6,5 км к северо-западу от районного центра — Новокаякент и в 19 км к юго-востоку от города Избербаш, недалеко от федеральной автотрассы «Кавказ».

## История
Село в 1968 году путем переселения большей части жителей села Дейбук в местность Казмаляр.

## Население
| 1989 | 2002 | 2010 | 2021 |
| ---- | ---- | ---- | ---- |
| 292  | ↘58  | ↗268 | ↘203 |

Национальный состав
По результатам Всероссийской переписи населения 2010 года:
| № | Национальность | Численность, чел. | Доля    |
| - | -------------- | ----------------- | ------- |
| 1 | даргинцы       | 262               | 97,76 % |
| 2 | другие         | 6                 | 2,24 %  |